# Liangzhu-Kultur
Die Liangzhu-Kultur (chinesisch 良渚文化, Pinyin liángzhǔ wénhuà) war eine Kultur des späten Neolithikums an der Südostküste Chinas. Erste Hinweise entdeckte 1936 der Forscher Shi Xingeng, der im Westsee-Museum von Hangzhou arbeitete. Er benannte die Kultur nach der nahe der Fundstelle gelegenen Stadt Liangzhu – im Jangtse-Delta etwa 160 km südwestlich von Schanghai.

## Jade-Objekte

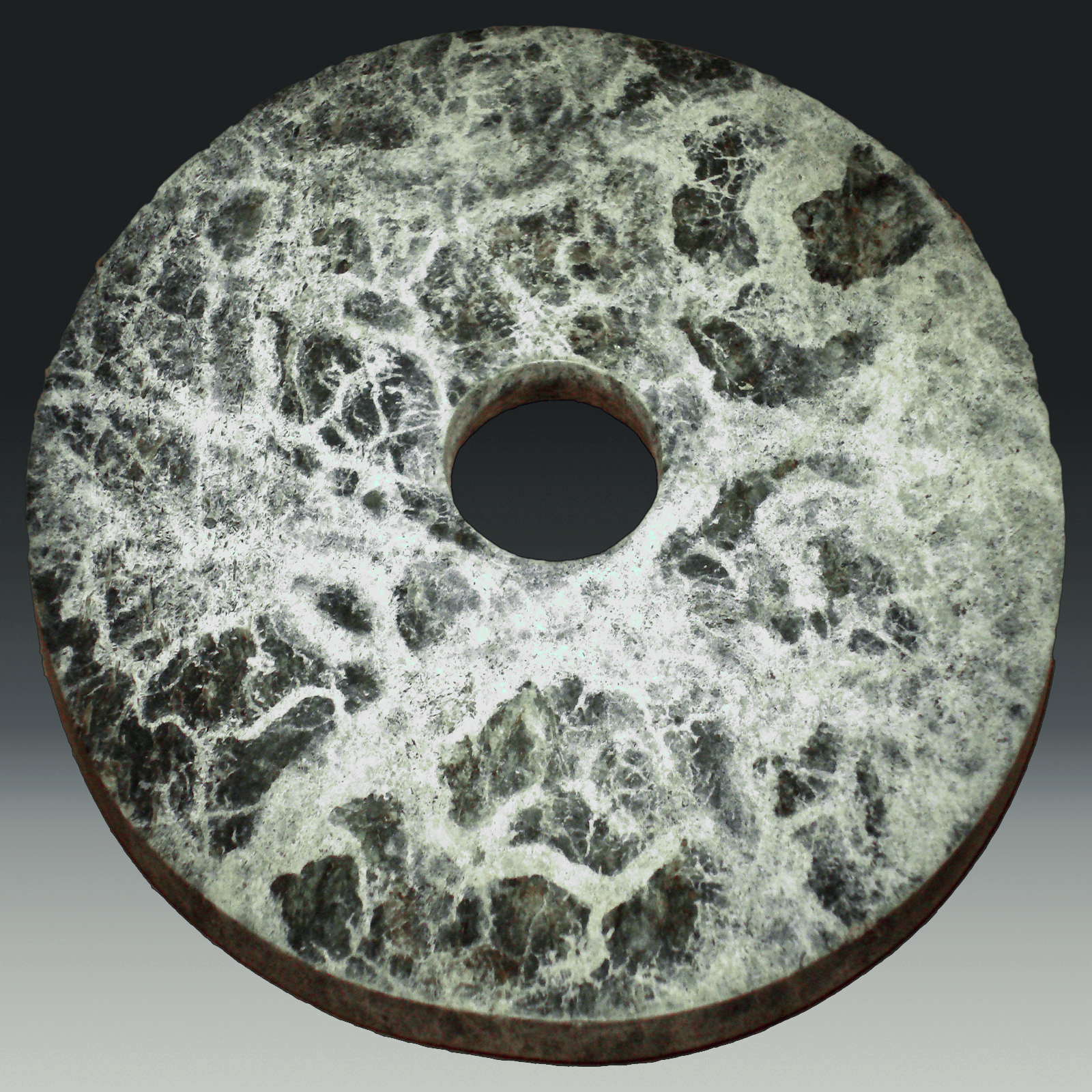
Rituelle Bi-Scheibe aus der Zeit der Liangzhu-Kultur. Solche Jade-Scheiben mit zentrischen Löchern waren Symbole für Wohlstand und militärische Stärke.

In den 1970er- und 1980er-Jahren entdeckten Archäologen im Gebiet des Tai-See im unteren Jangtse-Tal in China spätneolithische Gräber. Sie stammen aus der Zeit zwischen 3400 und 2000 v. Chr. Man fand in diesen Gräbern mehr als 5000 Objekte, die als Jade angesprochen werden, darunter perforierte Scheiben und Röhren. Diese sollen rituelle Objekte gewesen sein, die der König verlieh. Ihre Verwendung wird mit der Verehrung von Himmel und Erde verbunden.
Die meisten als Jade angesprochenen Objekte bestehen aus Nephrit – nicht aus Jadeit. Auf ihnen sind Tiere und mythische Wesen abgebildet. Das relativ harte Material (Mohshärte 5–6) wurde wahrscheinlich mit Silexartefakten oder mit Haifischzähnen bearbeitet. Die Ausgrabungen zeigen die große Bedeutung, die Jade zu jener Zeit in dieser Region hatte. Aus dem Text Zhouli (Die Riten der Zhou), welcher in etwa zwischen 400 und 300 v. Chr. entstanden ist, ist zu entnehmen, dass diese Jadeobjekte auch während der Zhou-Dynastie (1000–221 v. Chr.) noch Verwendung fanden.

## Fundstellen
Bedeutende Stätten der Liangzhu-Kultur sind die Liangzhu-Stätte, Fanshan-Stätte, Yaoshan-Stätte, Yuhang-Stätte, Sidun-Stätte, Mojiaoshan-Stätte und die Huiguanshan-Stätte.

## Kulturleistungen
Aus dieser Kultur stammen die ältesten Nachweise für große Wasserbauanlagen in China. An der Liangzhu-Fundstelle wurde ein etwa 5.100 Jahre altes System aus Dämmen, Kanälen und Wasserreservoirs entdeckt, das die Bewässerung von 10.000 Hektar landwirtschaftlicher Nutzfläche ermöglichte.
Ein Netz aus Flussarmen und Kanälen von etwa 30 Kilometer Gesamtlänge diente als Wasserstraßen innerhalb der neolithischen Stadt und um sie herum. Ihre Einwohnerzahl wird auf 23.000 bis 34.000 geschätzt. Die Größe der Stadt und der Aufwand für die wassertechnischen Arbeiten lässt auf ein hochentwickeltes Gemeinwesen schließen.
Untersuchungen der Symbole auf den Jadeobjekten lassen Anfänge einer Schriftentwicklung vermuten.
2021 berichteten Forschende in der Fachzeitschrift Science Advances, der Zusammenbruch der Liangzhu-Kultur vor rund 4300 Jahren korreliere mit einer kurzen und ungewöhnlich regenreichen Periode, die – vor allem anhand von Tropfsteinen – auf ein Alter von 4345 ± 32 bis 4324 ± 30 Jahre vor heute datiert wurde. Daraus wurde abgeleitet, dass die damaligen Siedlungen im Jangtse-Delta nach wiederholten Überflutungen aufgegeben wurden.

## Belege
1. ↑  Yang Xiaoneng: New Perspectives on China's Past. Chinese Archaeology in the Twentieth Century. Yale University Press, New Haven 2004, Bd. 2, S. 90f.
2. 1 2  David Robson: Aktuelle Seite: Archäologie: Chinas Venedig der Steinzeit. In: spektrum.de. 16. Dezember 2020, abgerufen am 4. April 2022.
3. ↑  K. Kris Hirst: Liangzhu Culture. In: archaeology.about.com. The New York Times Company, archiviert vom Original am 28. Juni 2008; abgerufen am 29. Dezember 2018 (englisch).
4. ↑  Klaus Taschwer: Riesige Wasserbauanlage aus dem alten China entdeckt. In: derStandard.at. 9. Dezember 2017, abgerufen am 4. April 2022.
5. ↑  Chunfeng Zhang: On determining the nature of Liangzhu 良渚 symbols.
6. ↑  Haiwei Zhang u. a.: Collapse of the Liangzhu and other Neolithic cultures in the lower Yangtze region in response to climate change. In: Science Advances. Band 7, Nr. 48, 2021, doi: 10.1126/sciadv.abi9275.
Warum Chinas „Venedig der Steinzeit“ unterging. In: science.orf.at. 24. November 2021, abgerufen am 4. April 2022.
Michael Stang: Ursache geklärt: Klimawandel bedingte den Untergang der Liangzhu-Hochkultur. (mp3-Audio; 4 MB; 4:24 Minuten) In: Deutschlandfunk-Sendung „Forschung aktuell“. 4. April 2022, abgerufen am 4. April 2022.